# Наталия Никел
Наталия Нѝкел (на полски: Natalia Nykiel) е полска поп певица, автор на песни и композитор.

## Биография
През 2013 г. достига до финала на втория сезон на „Гласът на Полша“. На 23 септември 2014 г. издава дебютния си албум, озаглавен „Lupus Elektro“.